# Сетунь (нижний приток Москвы)
Се́тунь — река на западе Москвы и в Московской области, правый приток реки Москвы. Общая длина — 38 км. Площадь водосборного бассейна — 190 км². Расход воды — 1,33 м³/с. Отличительной особенностью от многих других московских рек является протекание преимущественно в открытом русле и по сохранившейся долине.
Истоком реки является пруд около деревни Саларьево Новомосковского округа города Москвы (хотя существует также версия, что исток находится возле села Румянцево, расположенного на полтора километра севернее). Устье — река Москва ниже Бережковского моста (ранее у устья располагался Краснолужский мост, ныне Бережковский и Лужнецкий мосты), напротив Новодевичьего монастыря.
Территория, прилегающая к обоим берегам реки в черте Москвы (от МКАД до устья), включена в созданный в 2003 году природный заказник «Долина реки Сетуни» — самый большой природный заказник, находящийся в черте Москвы. Его площадь составляет 693,2 гектара.

## География, гидрография и инфраструктура

### Описание
После своего истока в Новомосковском округе река протекает через московские районы Солнцево и Ново-Переделкино, мимо посёлков Переделкино, Немчиново (заходя в Московскую область), Сколково и Заречье, пересекает МКАД в районе Сколковского шоссе (то есть вновь течёт по территории Москвы), далее пересекает Дорогобужскую улицу, Рябиновую улицу, Аминьевское шоссе, Нежинскую, Староволынскую и Минскую улицы. Впадает в реку Москву ниже Бережковского моста.

### Притоки
Крупный приток — Раменка, устье которой расположено возле Минской улицы. Другими правыми притоками являются Сетунька (возле Боровского шоссе), Троекуровский ручей, Румянцевский ручей, Натошенка (Навершка) (возле Аминьевского моста), Кипятка (в районе Мосфильма); левыми — Алёшинка (возле пос. Переделкино), Самаринка, Трикотажный и Давыдковский ручьи и Жуковский овраг.

### Мосты

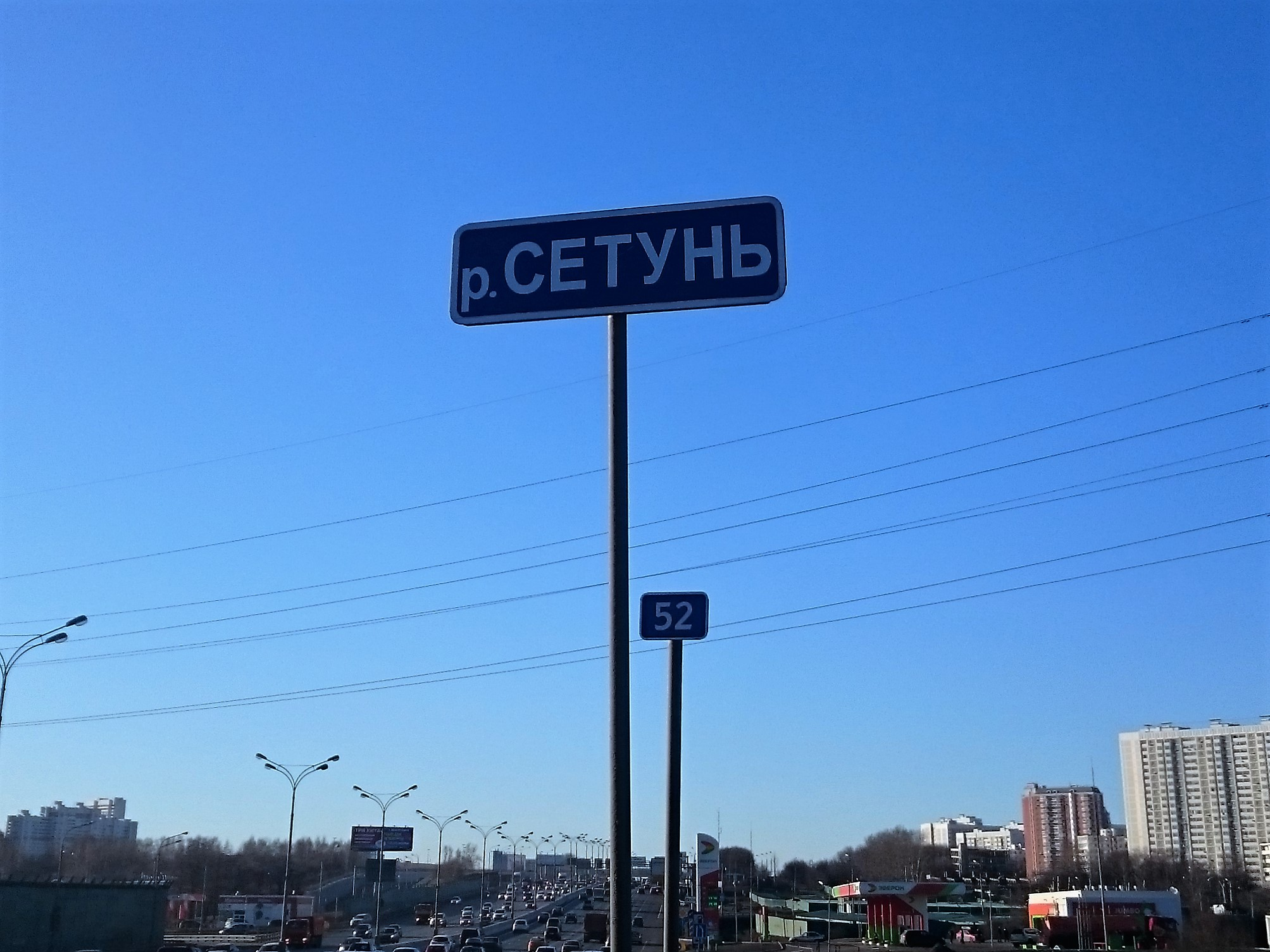
Дорожный указатель на мосту через Сетунь на 52-м км МКАД

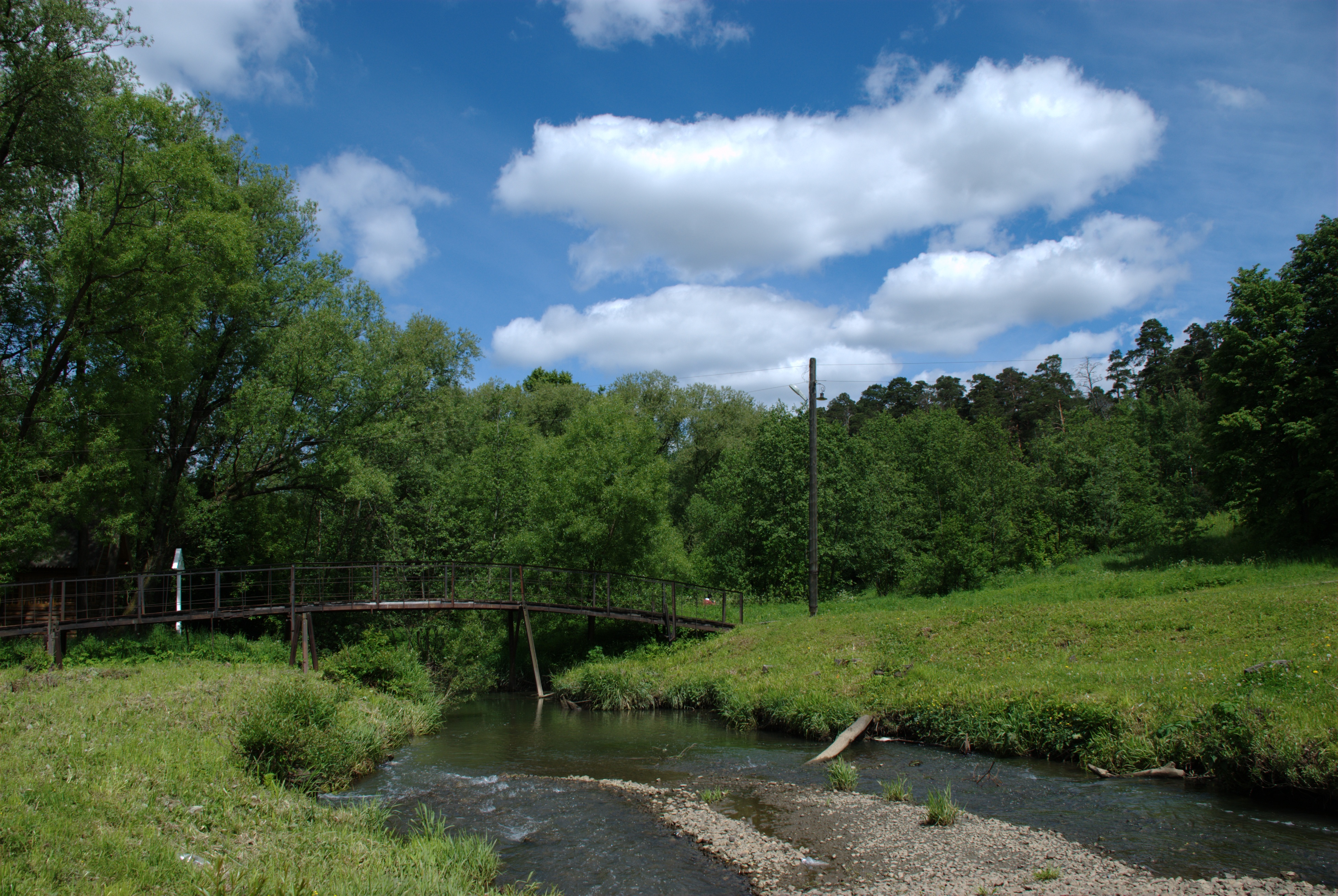
Пешеходный мостик через Сетунь

Через Сетунь перекинуты следующие мосты: Аминьевский (Аминьевское шоссе), Новый Рублёвский (Минская улица), Старый Рублёвский (пешеходный, на прежней трассе Рублёвского шоссе), Сетуньский (Воробьёвское шоссе) и Багрицкий мост (улица Багрицкого); безымянные мосты, по которым проходят: 9-я Чоботовская аллея, Лукинская улица, улица Погодина (в посёлке Переделкино), дорога на совхоз «Заречье», МКАД, Дорогобужская улица, Рябиновая улица, Нежинская улица, Староволынская улица; две группы мостов Киевского направления МЖД (возле посёлка Переделкино и возле Воробьёвского шоссе), а также несколько пешеходных мостов.

## История и археология
В сетуньском бассейне известны следующие курганы вятичей: Матвеевские (на левом берегу реки Раменки), Раменские (на её правом берегу), Очаковские (в верховьях Навершки), Коньковские (в верхнем течении Очаковки) и Тропарёвские (в её среднем течении).
На берегах Сетуни ранее находилось много сёл: Троекурово, Сетуни (Большая и Малая), Спасское-Манухино, Аминьево, Волынское, Давыдково, Каменная Плотина, Троицкое-Голенищево, а также слобода Потылиха и усадьба Жуковка; а саму местность в районе села Спасское-Манухино называли, как и реку, Сетунь. Сетунь дала название четырём Сетуньским проездам в районе Раменки, а также железнодорожной платформе Сетунь.
На левом берегу (у пересечения Давыдковской и Нежинской улиц) археологами обнаружен могильник Бронзового века, отнесённый к Фатьяновской культуре.
Во второй половине XX века русло Сетуни вблизи микрорайона Мосфильмовский и у Троекурова было спрямлено.

## Происхождение названия
Нет единого мнения о происхождении названия Сетунь.

Московский исследователь XIX века С. М. Любецкий, имея в виду многочисленные захоронения в бассейне реки (от курганов вятичей XII—XIII вв. до кладбищ сёл XIV—XVII вв.), предполагал, что название Сетунь (рус. дореф. Сѣтунь) может происходить от основы сетовать (рус. дореф. сѣтовать):
Въ верстѣ отъ Москвы, за этой же заставой [ Дорогомиловской ], на покатистомъ холмѣ, въ виду Воробьевых горъ, против монастыря [ Новодевичьего ], скромно пробирается рѣчка Сѣтунь; выходя изъ Троицкой деревни, она сливается с Москвой-рѣкой, недалеко от кургана (заключающаго в себѣ могилы падшихъ воиновъ), памятника многихъ битвъ московитянъ съ врагами. На эту рѣчку (по преданію,) приходили осиротѣвшіе сѣтовать о потерѣ своихъ родичей.
Г. П. Смолицкая (1997) обращает внимание на то, что в гидронимии Поочья много названий с основой «сет-» (Сетка, Сетница, Сетуха, Сетушка и др.), но элемент «-унь» в названии не является характерным суффиксом в гидронимии бассейна Москвы-реки и всей Оки.
В. Н. Топоров (1972) возводит гидроним Сетунь к балтийским языкам (из * Set-un, * Sat-un) на основании параллелей в прусской, литовской и латышской гидронимии, а также реки Сатунь в бассейне Сожи, в Верхнем Поднепровье. Возможная этимология при этом: латыш. siets — «глубокое место в реке».

## Река в искусстве
Сетунь упоминается в песне А. С. Мажукова на стихи Л. Васильевой «Всё до поры» (известна в исполнении Нины Бродской), в припеве которой есть такая строка: «Ручей впадает в Сетунь с крутой горы».
Историческая местность Сетунь упоминается в стихотворении Э. Г. Багрицкого «Смерть пионерки».
Особым фактом в истории искусства (и поэзии, в частности) является то, что река Сетунь протекает через посёлок советских писателей Переделкино, отграничивая его «живую» или жилую часть от кладбища (или «верхнего» берега реки), наподобие легендарной реки мёртвых. Символическим образом, гроб с телом покойного писателя или поэта переносили через Сетунь, чтобы захоронить на Переделкинском кладбище. В частности, так случилось и во время похорон Бориса Пастернака.

## Река в топонимии
- По реке Сетуни названа историческая местность на западе Москвы.
- Четыре проезда на территории района Раменки в Москве названы в честь реки.
- По смежности с рекой Сетунью получила своё название Приречная улица в Ново-Переделкине.

## Фотографии

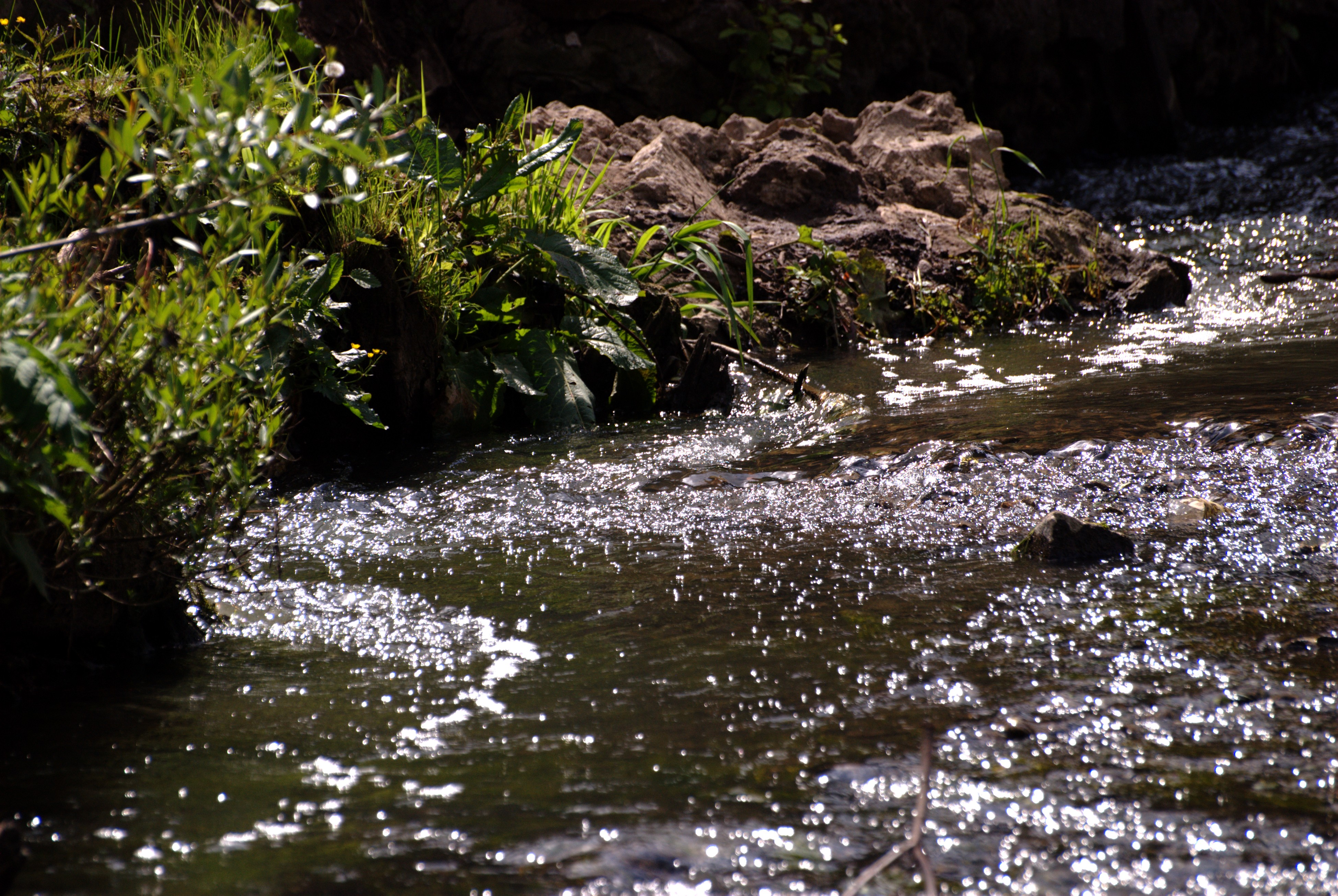
Река Сетунь
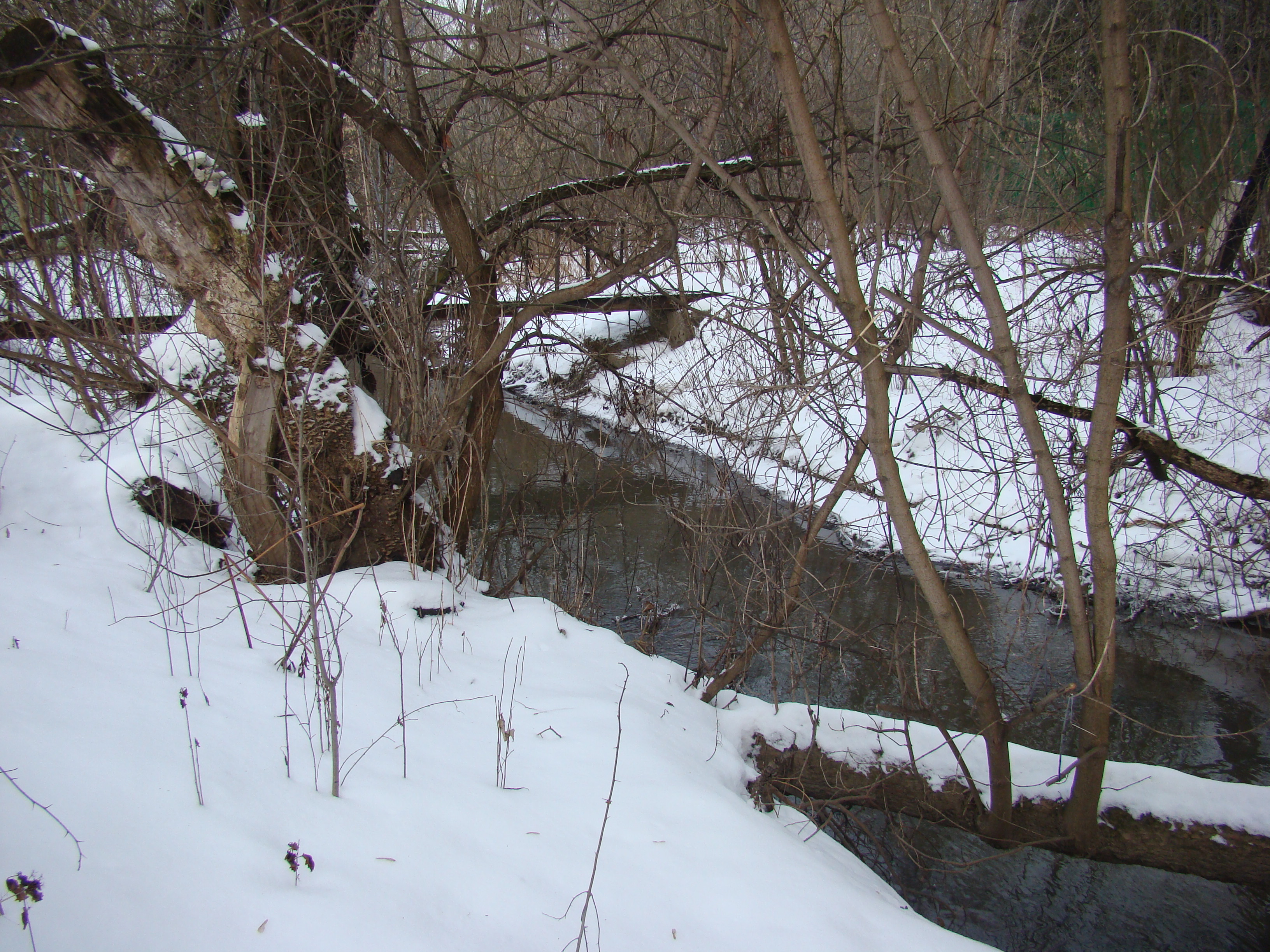
Река Сетунь зимой
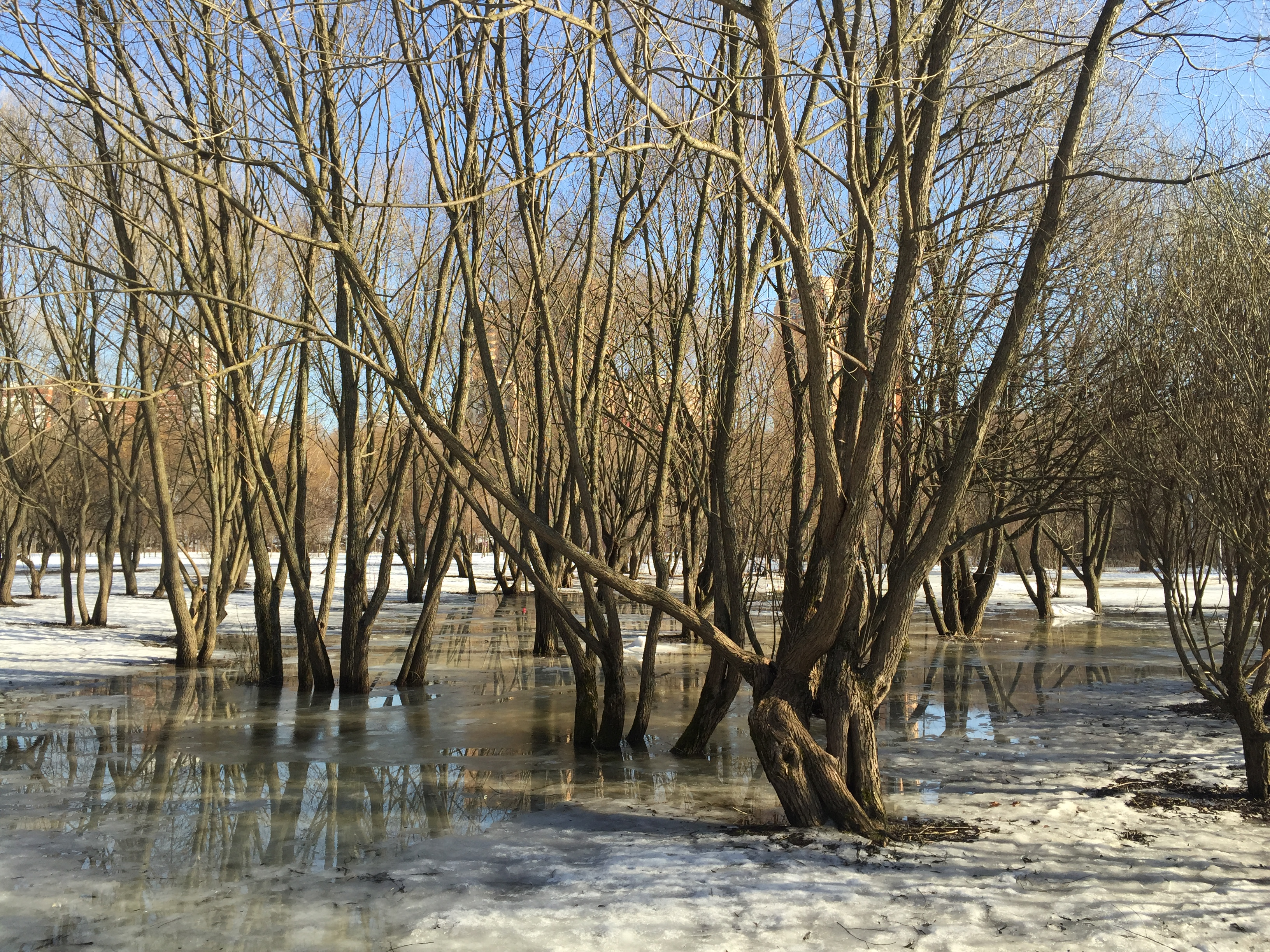
Природный заказник Долина реки Сетунь
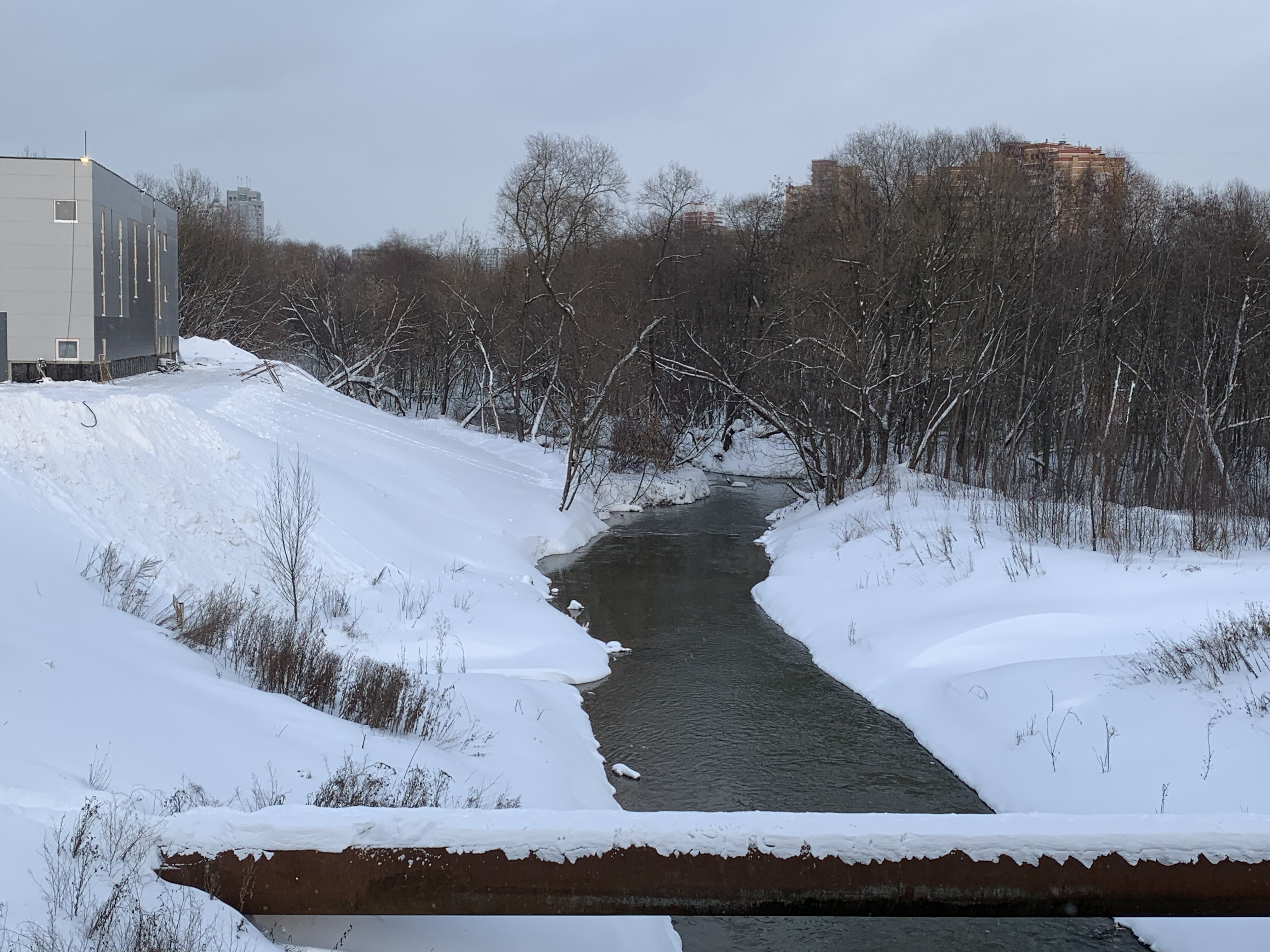
Река Сетунь. Вид с Аминьевского шоссе